# Düvier
Düvier is een ortsteil van de Duitse gemeente Loitz in de deelstaat Mecklenburg-Voor-Pommeren. Tot 1 juli 2012 was ze een zelfstandige gemeente met de ortsteilen Düvier, Gülzowshof, Nielitz en Zarnekla.

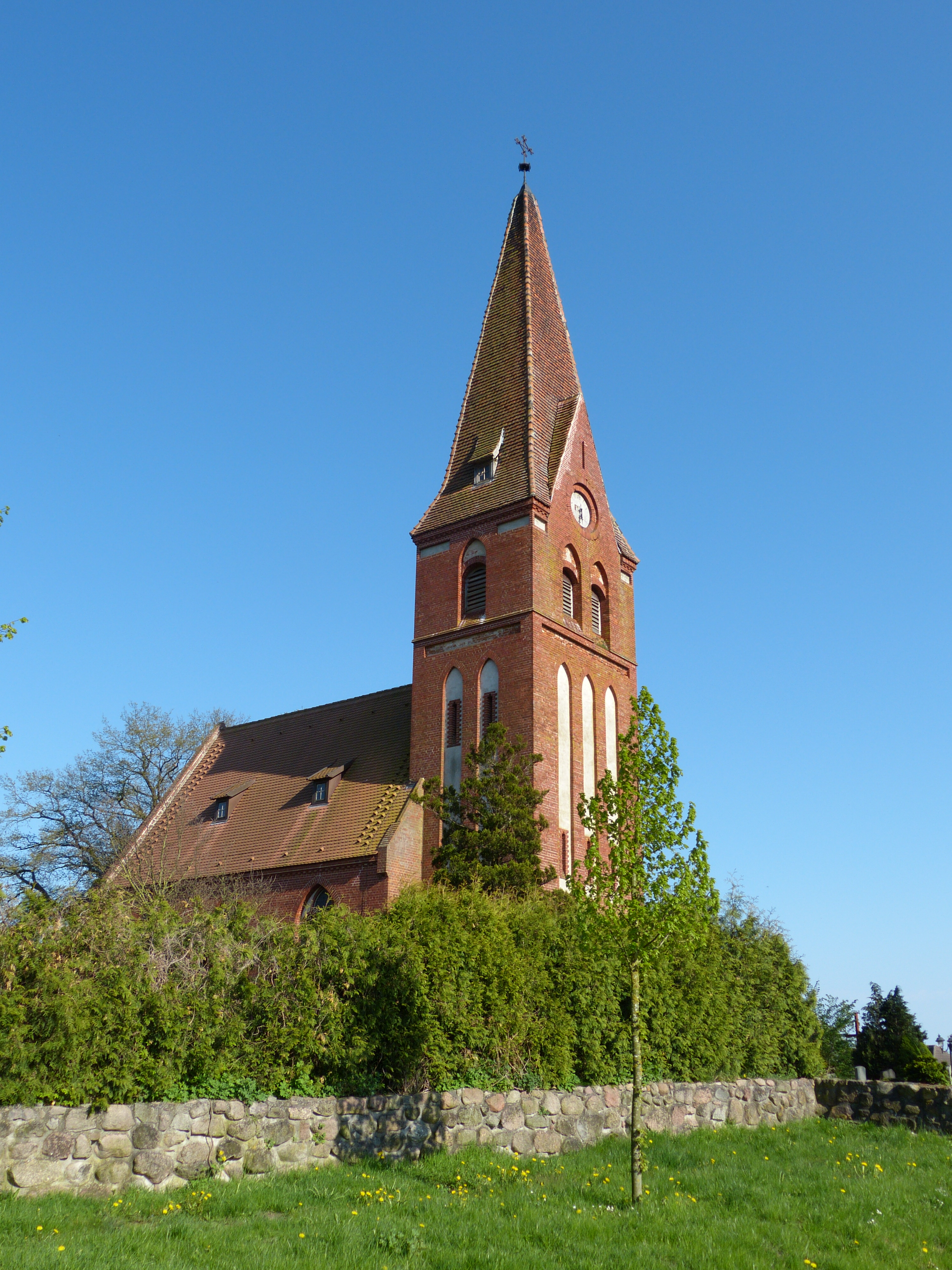
Kerk